# ویرجین ئی‌ام‌آی رکوردز
ویرجین ای‌ام‌آی رکوردز (انگلیسی: Virgin EMI Records) یک ناشر موسیقی بریتانیایی بود که در سال ۲۰۱۳ توسط گروه موسیقی یونیورسال شکل گرفت. در ژوئن ۲۰۲۰، این ناشر نام خود را به ئی‌ام‌آی رکوردز تغییر داد و ویرجین رکوردز به عنوان یک اثر برای ئی‌ام‌آی رکوردز کار خواهد کرد.

## هنرمندان
هنرمندانی از جمله کری آندروود، تیلور سوئیفت، فلورنس اند د مشین، کیتی پری، امیلی ساندی، کمیکال برادرز، جمیروکوای، فال اوت بوی، لرد، متالیکا، آویچی، التون جان، پل مک‌کارتنی، باستیل، بون جووی، هریس جی، ومپس، جرج مایکل، استون روزز، هاروی، مسیو اتک، اونجد سون‌فولد، پل سایمون، ایمی مکدونالد، کانیه وست و وست‌لایف زیر نظر ویرجین ئی‌ام‌آی هستند.